# Stammliste des Adelsgeschlechts Dalberg
Die Familie von Dalberg (eigentlich: Kämmerer von Worms, genannt von Dalberg) waren eine weit verzweigte deutsche Familie des Niederadels, von der einige Mitglieder an der Wende vom 18. zum 19. Jahrhundert in den Hochadel aufstiegen.

## Herkunft
Die Familie ist der längste überlebende und historisch bedeutendste Zweig der Großfamilie der Kämmerer von Worms, deren Vorfahren bis ins 11. Jahrhundert nachweisbar sind.
Die Linie der Dalberg spaltete sich am Ende des 14. Jahrhunderts mit dem kurpfälzischen Hofmeister Johann als jüngere Linie der Kämmerer von Worms, genannt von Bechtoldsheim ab und führte den Titel Kämmerer von Worms, genannt von Dalberg. Dies wurde in der Folgezeit im allgemeinen Gebrauch oft auf ein von Dalberg verkürzt.

## Stammliste

### Hauptstamm
1. Wolfgang III. Kämmerer von Worms, genannt von Dalberg, 4. September 1426;[Anm. 1] † 20. September 1476 ⚭ 1444 Gertrud, Tochter Friedrichs von Greiffenclau zu Vollrads; † 10. August 1502, bestattet in der Katharinenkirche in Oppenheim[2]
  1. Dieter V., * 1456 oder 1457;[3] † 28. April 1467, bestattet in St. Peter in Herrnsheim, Grabdenkmal erhalten[4]
  2. Wolfgang IV., * 27. Juli 1454; † 1473, blieb unverheiratet.[5]
  3. Johann XX. von Dalberg, * 14. August 1455; † 27. Juli 1503 in Heidelberg, bestattet im Wormser Dom, war von 1482 bis 1503 Bischof von Worms und wurde ebenfalls 1482 Kanzler der Kurpfalz.
  4. Friedrich VI. von Dalberg, * 10. Februar 1459; † 12. November 1506, bestattet in der Katharinenkirche in Oppenheim, Bürgermeister von Oppenheim ⚭ 1480[6] Katharina, Tochter des Dieter und der Anna von Gemmingen, * um 1462;[6] † 19. Februar 1517[7][Anm. 2]
    1. Gertrud, * 1482;[6] † 7. April 1520[8] ⚭ Hans von Seebach[9][Anm. 3]
    2. Johannes XXI. (Hans), * 1478 oder 1479[10] oder 1481;[6] † 1527, Geistlicher in Öttingen[Anm. 4]
    3. Wolfgang VII., genannt zu Herrnsheim, genannt Schick,[11] * 1484/1485; † 18. Februar 1527, bestattet in der Katharinenkirche in Oppenheim ⚭ vor dem 21. Februar 1516 Lorichia (Lorche); † 1563,[11] Tochter Johanns von Cronberg und Klara von Helmstadt
      1. Nachkommen: Kämmerer von Worms, genannt von Herrnsheim (2)

    4. Margareta, * 1483,[12] genannt 1524; † 1524[6][Anm. 5]
    5. Friedrich VII., * um 1485;[6] † 25. Dezember 1520, bestattet in St. Martin Worms, 1503: Student an der Universität Heidelberg, 1511 Rektor der Universität Heidelberg, 1509 Domherr in Worms, 1516 Domherr in Speyer
    6. Philipp IV., * 1490 oder 1491; † 13. Januar 1533, bestattet in der Pfarrkirche von Ramberg[Anm. 6] ⚭ 1521[13] Katharina,[Anm. 7] * 1503; † 26. März 1563,[14] Tochter Philipps von Cronberg und Katharina von Bach. 1517 unternahm Philipp IV. eine Wallfahrt nach Jerusalem und wurde dort Ritter des Heiligen Grabes.[14]
      1. Philipp V., genannt zu Neuweiher, * 1529 oder 1530; † 6. September 1590 ⚭ 1.) 1549[Anm. 8] Helma (Helene,[15] Helena[11]); † 1564, Tochter Johann Heinrich Roeders von Rodeck und Agatha von Weiler, ⚭ 2.) 1565 Anna, * 1545;[11] † 9. Oktober 1612, Tochter Damians II. von Handschuhsheim und Ursulas von Fleckenstein
        1. Philipp Friedrich I. (aus 1. Ehe), * 1560; † 16. November 1589, bestattet in St. Peter in Herrnsheim ⚭ April 1589 Maria Apollonia,[Anm. 9] Tochter von Johann Wolf von Sponheim und Maria Schenk von Schmittburg
        2. Anna (aus 1. Ehe), * 1562; † 6. Februar 1626,[16][Anm. 10] bestattet in St. Peter in Herrnsheim, wo der Grabstein erhalten ist.[4] ⚭ 1.) 1583 Johann Bock von Gerstheim, ⚭ 2.) 1588[11] Philipp Knebel von Katzenelnbogen; † 1619
        3. Barbara (aus 2. Ehe), * 1570; † 2. Mai 1583, bestattet in oder bei St. Peter in Herrnsheim[Anm. 11]
        4. Maria (aus 2. Ehe), * 1571; † 4. Dezember 1619,[Anm. 12] bestattet in Meisenheim ⚭ 1.) 1589 Georg Philipp von Dalberg, * 1565 oder 1566; † 2. Juli 1590, ⚭ 2.) 25. Januar 1593 Johann Wolfgang von und zu Eltz; † 14. Dezember 1619[17]
        5. Eberhard II., genannt zu Herrnsheim (aus 2. Ehe), * 1574; † 17. Juli 1614 in Lauterburg, bestattet in Herrnsheim ⚭ Anna,[Anm. 13] * 1581; † 20. März 1619, bestattet in der Katharinenkirche in Oppenheim, Tochter Ernst Johann Schweikhards von Sickingen zu Ebernburg
        6. Weitere 10 Kleinkinder[Anm. 14] aus beiden Ehen, früh verstorben.[10] Namentlich bekannt sind davon: Katharina, Johanetta, Felicitas, Ursula und Johann.[11]

    7. (Maria) Apollonia, * um 1487;[6] † 12. April 1524[9] oder 1. März 1524,[11] Äbtissin des Klosters Marienberg in Boppard
    8. Maria, * um 1491;[6] † 1523, Nonne im Kloster Marienberg in Boppard[Anm. 15]
    9. Anna, * um 1488;[6] † 1503, Nonne im Kloster Marienberg in Boppard[Anm. 16]

  5. Margareta; † 1521, Nonne im Kloster Marienberg in Boppard[Anm. 17]
  6. Guda von Dalberg, genannt seit 1464; † 1518,[18] Nonne im Kloster Marienberg in Boppard, 1494–1506 Priorin des Klosters Maria Himmelskron in Horchheim (heute: Worms), später Priorin im Kloster Marienberg in Boppard
  7. Dieter VI., * 1468;[19] † 9. Februar 1530, bestattet in der Kirche von Wallhausen ⚭ 1495[6] Anna, Tochter des Hans von Helmstadt und der Gertrud von Palandt; † 28. August 1528, bestattet in Wallhausen
    1. Friedrich VIII., * 1499 oder 1500; † 21. Februar 1574, bestattet in Wallhausen, kurmainzischer Amtmann in Oppenheim ⚭ 1536 Anna, Tochter Ludwigs von Fleckenstein; † 12. Dezember 1564,[Anm. 18] bestattet in Ruppertsberg
      1. Ludwig II., genannt zu Dalberg und Wachenheim,[Anm. 19] * 1535; † 1572[Anm. 20] ⚭ 6. Dezember 1553 Maria Jakobea, Tochter von Wolf Eckbrecht von Dürckheim und Katharina von Mentzingen, Witwe von Philipp von Fleckenstein
      2. Johann XXIV. (Hans), * um 1540;[17] † 29. Juli 1607, bestattet in Wallhausen, kurmainzischer Amtmann in Oberlahnstein ⚭ 1.) 4. August 1569[Anm. 21] Katharina, * 1543 oder 1544[20] oder 1544/45;[21] † 5. August 1596,[Anm. 22] bestattet in Wallhausen, Tochter von Anton Waldbott von Bassenheim zu Olbrück und Katharina von Nesselrode,[21] ⚭ 2.) 1597[17] Dorothea; † nach dem 25. März 1610, Tochter von Heinrich Riedesel von Bellersheim und Margareta Margareta Göler von Ravensburg, Witwe von Meinhard von Schönburg auf Wesel
        1. Nachkommen: Ältere Linie

      3. Wolfgang X., * 1537; † 5. April 1601, bestattet im Mainzer Dom, 1582–1601: Kurfürst und Erzbischof von Mainz, Bischof von Speyer
      4. Dieter VII. (Dietrich), * um 1532;[22] † 30. Mai 1585, bestattet in St. Martin in Worms[Anm. 23] Hauptmann der Oberrheinischen Reichsritterschaft[23] ⚭ 24. Oktober 1559[23] Elisabeth; † 16. Januar 1588, Tochter von Johann IX. von Hirschhorn und Anna Göler von Ravensburg
      5. Damian zu Ruppertsberg, * um 1531;[15] † 8. März 1592,[Anm. 24] 1579:[23] kurpfälzischer Vogt in Germersheim ⚭ 1.) um 1555[15] Eva von Randeck;[Anm. 25] † 18. März 1564, bestattet in Ruppertsberg, ⚭ 2.) 2. Mai 1567[Anm. 26] Katharina von der Leyen,[Anm. 27] * 1540;[Anm. 28] † 18. Mai 1592,[Anm. 29] bestattet in Ruppertsberg, Tochter von Georg von der Leyen und Anna Waldbott von Bassenheim
        1. Nachkommen: Mittlere Linie

      6. Friedrich IX. zu Kropsburg, * um 1530;[15] † 1577,[Anm. 30] 1553: Student an der Universität Tübingen, Hauptmann der Oberrheinischen Reichsritterschaft[15] ⚭ um 1560[15] Barbara, Tochter von Baltasar von Rosenberg und Anna Krantz von Geispitzheim; † 1578
        1. Nachkommen: Jüngere Linie

      7. Katharina, * um 1533;[24] † 5. August 1615 ⚭ 3. Juni 1553 Johann Waldbott von Bassenheim zu Olbrück und Königsfeld; † 1589
      8. Anna, * um 1534;[24] † 28. Januar 1593 ⚭ um 1555[24] Johann von Fleckenstein zu Niederroedern; † 29. September 1578
      9. Magarete, * um 1538;[25] † 1609 ⚭ 1556[24] Emmerich von und zu Eltz; † 12. März 1609,[Anm. 31] kurtrierischer Rat und Amtmann zu Cochem, Daun, Bernkastel, Hunolstein und Baldenau[23]
      10. Ursula, * um 1536[26] ⚭ 1.) Reinhard Blick von Rotenburg, ⚭ 2.) Georg (Jörg) Dieter Rüth von Bödigheim
      11. Wolfgang Konrad, * um 1539,[27] 1558: Hofrat des Bischofs von Speyer

    2. Anna;[Anm. 32] † 6. Februar 1549, bestattet in Hattenheim ⚭ 1522 Dieter von Schönenburg; † 10. November 1542, bestattet in der Franziskanerkirche in Heidelberg, Burggraf in Alzey, kurpfälzischer Marschall
    3. Margareta;[Anm. 33] † 27. Juni 1546, bestattet in St. Laurentius in Weinheim ⚭ Ulrich Ulner von Dieburg; † 16. November 1550, bestattet in St. Laurentius in Weinheim
    4. Eberhard I.[Anm. 34] genannt ab 1520 zu Bechtoldsheim; † 25. September 1559, bestattet in Herrnsheim, war Ratsherr in Oppenheim[28] ⚭ 1.) Ursula, Tochter von Frowin und Kunigunde von Hutten; † 19. April 1555, bestattet in Herrnsheim, 2.) 1559 Anna, Tochter von Veit und Gertrud von Wernau
      1. Philipp; † 6. September 1559[Anm. 35]

    5. Katharina, * um 1498;[29] † 10. März 1560 ⚭ um 1518[29] Augustin von Braunsberg; † 1544 in Ungarn

  8. Gertrud; † 7. April 1520, Nonne im Kloster Marienberg in Boppard[Anm. 36]
  9. Wolfgang VI., * 1473;[Anm. 37] † 25. Januar 1522, bestattet in Oppenheim, kurpfälzischer Amtmann in Oppenheim ⚭ 1. Agnes, Tochter von Swicker und Margareta von Sickingen, ⚭ 2. 1518 Walpurga Lorichia von Cronberg[13]
    1. Ludwig I.[30] (aus erster Ehe seines Vaters), * 1506 oder 1507[31] oder 1508;[32] † 8. September 1540,[33] bestattet in Oppenheim. 1529 war er Student an der Universität Heidelberg ⚭ 1529 Margarete, Tochter von Jakob III. Fleckenstein und Barbara von Ingelheim[Anm. 38]
      1. Gertrud?[34]

    2. Georg (Jörg),[Anm. 39] * 1509 oder 1510; † 2. Juni 1561[35] in Herrnsheim ⚭ 1.) 1531 Anna, Tochter von Bechtold von Flörsheim und Elise von Helmstatt, * 1511; † 27. Oktober 1553, bestattet in Herrnsheim, ⚭ 2.) 7. Februar 1558[36] Elisabeth;[Anm. 40] † 18. Mai 1594, bestattet in Herrnsheim, Tochter von Ulrich Ulner von Dieburg und Margareta Kämmerer von Worms genannt von Dalberg
      1. Nachkommen: Kämmerer von Worms, genannt von Herrnsheim (1)

    3. Gertrud,[13][Anm. 41] * 1512;[13][Anm. 42] † vor dem 23. Januar 1568[37] ⚭ 1548[Anm. 43] Gottfried von Frankenstein, erwähnt 1532–1567[38]
    4. Anna,[Anm. 44] * 1514;[13] † 15. September 1563,[Anm. 45] bestattet in Sulz ⚭ 1535[Anm. 46] Friedrich X. von Fleckenstein zu Hohweiler, erwähnt ab 1520;[38] † 25. Februar 1568,[Anm. 47] bestattet in Sulz

  10. Barbara, erwähnt 1504, Nonne[39]
  11. Anna, * 1458; † 8. November 1503, bestattet in Gemmingen[40] ⚭ vor dem 14. September 1477 Pleikard von Gemmingen; † 21. Oktober 1515, bestattet in Gemmingen[41]
  12. Elisabeth[3] ⚭ Hermann von Handschuhsheim

#### Ältere Linie
1. Johann XXIV. (Hans), * um 1540;[17] † 29. Juli 1607, bestattet in Wallhausen, kurmainzischer Amtmann in Oberlahnstein ⚭ 1.) 4. August 1569[Anm. 48] Katharina, * 1543 oder 1544[20] oder 1544/45;[21] † 5. August 1596,[Anm. 49] bestattet in Wallhausen, Tochter von Anton Waldbott von Bassenheim zu Olbrück und Katharina von Nesselrode,[21] ⚭ 2.) 1597[17] Dorothea; † nach dem 25. März 1610, Tochter von Heinrich Riedesel von Bellersheim und Margareta Margareta Göler von Ravensburg, Witwe von Meinhard von Schönburg auf Wesel
  1. Wolfgang Dietrich, * um 1570;[42] † 1. Juli 1618,[Anm. 50] bestattet im Mainzer Dom, kurfürstlich Mainzer Rat, Oberamtmann in Rieneck,[Anm. 51] in Nieder-Olm und Gau-Algesheim ⚭ 1.) 17. August 1604[Anm. 52] in Mainz mit Magdalena; † 28. August 1616, bestattet im Mainzer Dom,[42] Tochter von Hartmann XIV. von Cronberg und Magdalena Brendel von Homburg, ⚭ 2.) 26. Februar 1618 Anna Ursula, Tochter von Hans Gottfried von Wallbrunn und Maria Elisabeth Wolf von Sponheim. Nach dem Tod ihres Mannes wurde sie Nonne im Klarissenkloster in Mainz.
    1. Wolfgang Hartmann zu Bucholt, * 1605[43] † 1654, Kurmainzischer Rat und Oberamtmann in Höchst ⚭ 1634 Maria, Tochter von Johann Dietrich Echter von Mespelbrunn und Anna Katharina von Dalberg, Tochter von Wolfgang Friedrich I. von Dalberg
      1. Friedrich Dietrich, * um 1637;[44] † 7. Juli 1712, bestattet in der Dominikanerkirche Mainz, kurmainzischer Rat, Vizedom in Mainz, Richter am Hofgericht in Mainz[Anm. 53] ⚭ Maria Klara, * 26. September 1647; † 25. August 1716 in Mainz, Tochter von Philipp Erwein von Schönborn
        1. Maria Ursula, * Anfang 1667;[44] † 30. Januar 1730 in Wetzlar ⚭ 21. Februar 1683 Franz Adolf Dietrich von Ingelheim, * 15. Dezember 1659 in Aschaffenburg; † 15. September 1742 in Wetzlar, Präsident des Reichskammergerichts
        2. Johann Friedrich Eckenbert,[Anm. 54] * 4. August 1668;[45] † 11. Februar 1719, Epitaph in der Würzburger Marienkapelle am Markt, 1680–1697 Domherr in Würzburg, 1680–1699 Domherr in Mainz, von beiden Ämtern zurückgetreten, dann kurmainzischer Kammerherr, Oberamtmann in Lohr am Main, Reichshofrat und Burgmann in Friedberg[21] ⚭ 1.) 14. Juni 1700[46] Maria Katharina Ernestina, Tochter von Philipp Franz Eberhard von Dalberg, * 1676;[47] † 1703, bestattet in der Dominikanerkirche Mainz, ⚭ 2.) Susanna Lukretia,[Anm. 55] Tochter von Johann Philipp von Kottwitz von Aulenbach und Anna Maria Gräfin von Dernbach
          1. Franz Ludwig Friedrich Ferdinand Joseph (aus der 2. Ehe seines Vaters), getauft am 1. April 1711[Anm. 56] in St. Emmeran[48] in Mainz; † früh[21]
          2. Eva Josepha Sophia Maria Augustina Franziska (aus der 2. Ehe ihres Vaters), getauft am 4. September 1713[Anm. 57] in St. Emmeran[48] Mainz ⚭ Johann Philipp Freiherr von Ingelheim genannt Echter von und zu Mespelbrunn[Anm. 58]
          3. Maria Klara Philippina[49] (aus der 2. Ehe ihres Vaters), geboren[21] und/oder getauft[48] 25. August 1716 in St. Emmeran in Mainz; † früh

        3. Franz Eckenbert I., * 18. April 1670; † 26. Mai 1689 in Erfurt, bestattet in Erfurt, 1682–1683 Domherr in Würzburg (zurückgetreten), 1683 Domherr in Worms
        4. Johann Philipp, getauft am 27. Februar 1672[Anm. 59] in Mainz
        5. Anna Sophia Maria Franziska, * 20. Oktober 1675, getauft am 22. Oktober 1675 in St. Emmeran in Mainz; † 17. Dezember 1762, Stiftsdame von St. Maria im Kapitol in Köln
        6. Katharina Karola Eleonora, getauft am 27. August 1678 in St. Emmeran in Mainz; † 8. März 1717 in Mainz, bestattet in der Dominikanerkirche in Mainz
        7. Maria Anna, * um 1680;[50] † 18. Januar 1738, bestattet in Ruppertsberg ⚭ Johann Kaspar von Bicken; † 1. August 1733
        8. Anselm Franz Anton, getauft am 10. Februar 1682[Anm. 60] in Mainz; † 1683[50]
        9. Maria Luisa,[51] getauft am 5. August 1686[Anm. 61] in St. Emmeran in Mainz; † 12. September 1760 ⚭ 12. Juni 1708[50] Franz Eckenbert II. von Dalberg, * 28. Februar 1674; † 14. Juli 1741, bestattet in der Dominikanerkirche in Mainz

      2. Anna Maria, * 1635?; † als Kind[52]
      3. Maria Margareta,[53] * 1639;[Anm. 62] † bald nach 1682 ⚭ 1.) 24. November 1671 Adolf Johann Karl von Bettendorff; † 30. August 1717 oder 1706, der ⚭ 2.) 12. Mai 1684 Anna Maria, * 1654; † 16. Februar 1724, Tochter von Wolfgang Eberhard I. von Dalberg
      4. Johann Philipp Eckenbert, * um 1639[50] oder um 1641;[21] † 1692 oder 1693,[50] 1667–1680 Domherr in Mainz, 1671–1680 Domherr in Würzburg. Er trat von beiden Ämtern zurück und war Oberamtmann in Bischofsheim[Anm. 63] ⚭ 16. Mai 1684 Maria Magdalena, * 30. September 1658; † 22. Mai 1740 in Mainz, beigesetzt in oder bei St. Quintin in Mainz,[54] Tochter von Wolfgang Eberhard I. von Dalberg
        1. Maria Klara Franziska Ursula,[55] getauft 21. Oktober 1686; † früh
        2. Maria Barbara[55] (Zwillingsschwester von Maria Elisabeth), getauft am 21. Januar 1688; † 22. Dezember 1716 in Mainz, bestattet im Mainzer Dom
        3. Maria Elisabeth[55] (Zwillingsschwester von Maria Barbara), getauft am 21. Januar 1688; † 7. Mai 1719, bestattet in der Kirche St. Quintin in Mainz
        4. Anselm Franz Friedrich Wolfgang,[56] getauft am 1. November 1689; † nach dem 25. April 1701[Anm. 64]
        5. Maria Charlotte Lukretia Magdalena,[55] getauft am 29. Juni 1691; † bald gestorben

      5. Maria Franziska Katharina, * 1636;[57][Anm. 65] † 19. Januar 1697[Anm. 66] in Freiburg ⚭ 4. Dezember 1666 Franz Ferdinand von Sickingen-Hohenburg; † 12. Oktober 1687[Anm. 67] in Freiburg
      6. Maria Katharina, * 1639 oder 1640; † 28. Februar 1653, bestattet in Herrnsheim[Anm. 68]
      7. weitere Kinder, früh verstorben

    2. Maria Katharina, * um 1606; † 20. Oktober 1673[58] ⚭ 18. August 1634[Anm. 69] Hermann Graf von Hatzfeld und Gleichen, Herr zu Wildenburg, * 12. Juli 1603;[21] † 20. Oktober 1673
    3. Anna Maria,[Anm. 70] * um 1607;[58] † als Kind
    4. Johann Schweikhard, * 8. Januar 1607; † 25. Januar 1607[21]
    5. Margareta Dorothea, * um 1610;[58] † 1674, Äbtissin des Klosters Oberwerth bei Koblenz
    6. Ludwig Friedrich Dietrich,[Anm. 71] * um 1611;[58] † 12./21. Februar 1644,[Anm. 72] bestattet im Mainzer Dom, 1637: Domherr in Worms, 1640–1644: kurmainzischer Amtmann in Bingen
    7. Anna,[Anm. 73] * um 1613; † 1635[58]
    8. Johann XXV., * um 1618;[54] † 13. Januar 1670, bestattet in der Dominikanerkirche Mainz, kurmainzischer Rat, Oberamtmann in Nieder-Olm und Gau-Algesheim ⚭ 1.) 31. Januar 1644 Anna Antonetta, * 1626; † 18. September 1659[54] oder 28. September 1659,[21] Tochter von Damian von der Leyen und Katharina Waldbott von Bassenheim,[54] ⚭ 2.) 17. April 1662[54] oder 17. April 1667[21] Ursula Maria; † 17. April 1667, Tochter von Johann Philipp von Hoheneck und Margareta Barbara; † 1678,[54] einer Tochter von Wolfgang Friedrich I. von Dalberg
      1. Anna Katharina Franziska (aus 1. Ehe des Vaters), * 4. Dezember 1644; † 30. Juli 1679 in Speyer, bestattet in der Jesuitenkirche in Speyer ⚭ 19. November 1662[54] Philipp Franz Eberhard von Dalberg, * 15. März 1635; † 24. oder 26. Dezember 1693, bestattet in der Dominikanerkirche in Mainz, 1671: Reichskammergerichtspräsident
      2. Maria Ernestina (aus 1. Ehe des Vaters), * 12. April 1646; † 12. Mai 1696, Nonne im Kloster Oberwerth bei Koblenz
      3. Johannes Franz (aus 2. Ehe des Vaters), getauft am 16. Dezember 1663, wohl früh gestorben[59]

    9. Anna; † 1635

  2. Ursula, * um 1571;[17] † 1610[21] ⚭ 1594[17] Heinrich Groschlag von Dieburg
  3. Anna Margaretha;[Anm. 74] † 1605 ⚭ 1592 Ulrich von Cronberg
  4. Katharina; † als Kind[60]
  5. Johann Damian; † als Kind
  6. Adam;[21][Anm. 75] † als Kind

#### Mittlere Linie
1. Damian zu Ruppertsberg, * um 1531;[15] † 8. März 1592,[Anm. 76] 1579:[23] kurpfälzischer Vogt in Germersheim ⚭ 1.) um 1555[15] Eva von Randeck;[Anm. 77] † 18. März 1564, bestattet in Ruppertsberg, ⚭ 2.) 2. Mai 1567[Anm. 78] Katharina von der Leyen,[Anm. 79] * 1540;[Anm. 80] † 18. Mai 1592,[Anm. 81] bestattet in Ruppertsberg, Tochter von Georg von der Leyen und Anna Waldbott von Bassenheim
  1. Johann Georg (aus 2. Ehe seines Vaters), * ca. 1578;[23][Anm. 82] † 4. Juli 1644,[23] Vitztum in Aschaffenburg ⚭ 16. September 1608 Barbara;[Anm. 83] † 13. Mai 1621 in Mainz, Tochter von Hartmann von Cronberg und Magdalena Brendel von Homburg
    1. Wolfgang Eberhard I., * 1614;[61][Anm. 84] † 7. September 1676, Hofmarschall und Rat des Bischofs von Speyer, Oberamtmann in Kirrweiler und Deidesheim ⚭ 20. Oktober 1635,[62] 12. November 1635[52] oder 27. November 1635[63] Maria Eva, * 1612;[64] † 1676[64] oder † nach 1677,[20] Tochter von Wolfgang Friedrich I. von Dalberg zu Herrnsheim und Kunigunde Löw von Steinfurth[Anm. 85]
      1. Johann Franz, * 14. August 1640; † 1671, 1658: Domherr, 1669[23] Domkantor in Worms
      2. Maria Franziska, * 14. August 1643[23][Anm. 86]
      3. Wolfgang Franz, * 1644 (getauft am 11. April 1644)[65]
      4. Maria Eva,[Anm. 87] * 30. Juni 1647;[Anm. 88] † 1700,[66] Nonne im Kloster Oberwerth bei Koblenz
      5. Antoinette Gertrud, * 1648;[67] † als Kind
      6. Friedrich Anton, * 27. Juni 1650; † 28. Juli 1705, bestattet im Mainzer Dom, 1680: Domherr in Mainz, 1695: Domherr in Würzburg, 1695 Kanoniker im Ritterstift St. Feratius in Bleidenstadt, kurmainzischer Rat und Hofratspräsident, 1677: Speyerischer Oberamtmann in Kirrweiler und Deidesheim
      7. Eckenbert,[Anm. 89] * um 1652; † 18. August 1696, kurmainzischer Hofratspräsident, kaiserlicher Reichshofrat[68]
      8. Anna Maria,[Anm. 90] * 1654; † 16. Februar 1724[Anm. 91] ⚭ 12. Mai 1684 Adolf Johann Karl von Bettendorff, 1706,[69] Burggraf von Friedberg und Hauptmann der Oberrheinischen Ritterschaft[23]
      9. Maria Magdalena, * 30. September 1658; † 22. Mai 1740[Anm. 92] in Mainz, beigesetzt in oder bei St. Quintin in Mainz[54] ⚭ 16. Mai 1684 Johann Philipp Eckenbert von Dalberg; † 1692, 1667–1680 Domherr in Mainz, 1671–1680 Domherr in Würzburg. Trat von beiden Ämtern zurück und war dann Oberamtmann in Bischofsheim, Sohn von Wolfgang Hartmann von Dalberg zu Bucholt, * 1605[43] † 1654 und Maria, Tochter von Johann Dietrich Echter von Mespelbrunn und Anna Katharina von Dalberg, Tochter von Wolfgang Friedrich I. von Dalberg
      10. Maria Barbara;[Anm. 93] † 22. Dezember 1716 in Mainz, bestattet im Mainzer Dom
      11. Maria Elisabeth;[Anm. 94] † 7. Mai 1719 in Mainz, bestattet in St. Quintin in Mainz
      12. Maria Katharina;[Anm. 95] † 14. Februar 1661, bestattet in Herrnsheim

    2. Philipp Friedrich, * um 1610;[70] † 1618
    3. Anna Magdalena, * um 1611;[70] † 7. April 1672[Anm. 96] in Freiburg im Breisgau, bestattet in St. Martin in Freiburg ⚭ 1.) 11./12. September 1628[Anm. 97] in Mainz Friedrich von Sickingen-Hohenburg-Landstuhl; † Anfang 1641,[70] ⚭ 2.) nach dem 16. Dezember 1641 Johann Jakob von Ostein; † 13. November 1664[Anm. 98] in Rheinweiler, bestattet in Bingen, Rat und Landhofmeister des Bischofs von Basel in Pruntrut und Zwingen, dort auch Vogt[71]
    4. Maria Eva, * nach 1612, früh verstorben[70]
    5. Maria Margaretha, * um 1620;[70] † 6. Juli 1680 ⚭ 1644[70] Philipp Franz Adolf von Hoheneck-Wörth, Geheimer Rat des Erzbischof-Kurfürsten von Mainz, bis 1681 Burggraf der Starkenburg, dann Amtmann in Gernsheim

  2. Anna * um 1583; † 3. Dezember 1610 ⚭ 15. August 1603 Philibert (Philipp) von Hoheneck

#### Jüngere Linie
1. Friedrich IX. zu Kropsburg, * um 1530;[15] † 1577,[Anm. 99] 1553: Student an der Universität Tübingen, Hauptmann der Oberrheinischen Reichsritterschaft[15] ⚭ um 1560[15] Barbara, Tochter von Baltasar von Rosenberg und Anna Krantz von Geispitzheim; † 1578
  1. Wolfgang Friedrich I. von Dalberg zu Herrnsheim und Schüttburg, Mitherr zu Clerf (französisch Clervaux; heute: Großherzogtum Luxemburg), * 1565;[64] † 19. Januar 1621,[Anm. 100] bestattet in St. Peter in Herrnsheim, 1586: Student in Perugia, 1598:[62] kurmainzischer Rat und Oberamtmann in Nieder-Olm und Gau-Algesheim und Hauptmann der Oberrheinischen Reichsritterschaft ⚭ 1.) 4. September 1595 Ursula, * 1580 oder 1581; † 28. Januar 1611 in Nieder-Olm,[64] bestattet in Nieder-Olm, Tochter von Johann von Kerpen-Illingen und Anna von Schauenburg, ⚭ 2.) 1612 Margareta Kunigunde; † 19. März 1626, bestattet in St. Martin in Worms, Tochter von Georg Löw von Steinfurth und Anna von Greiffenclau zu Vollrads, Witwe des Marquard von Hattstein zu Weilbach;[Anm. 101] † 1619[64]
    1. Wolfgang Johann zu Clerf[Anm. 102] zu Schüttburg und Herrnsheim (aus der ersten Ehe seines Vaters[64]), getauft am 8. Januar 1597[Anm. 103] in Mainz; † 13. März 1634, bestattet in St. Peter in Herrnsheim,[70] 1617: Student an der Universität Perugia, Amtmann in Nieder-Olm[62] ⚭ 1628 Maria Agnes Katharina, Tochter von Johann Philipp von Hoheneck und Anna Wolff-Metternich zur Gracht, ⚭ 2) Hans Wolf von Eltz[Anm. 104]
      1. Johann Philipp Franz, * 1629; † als Baby[72]
      2. Maria Ursula, * 1630 oder 1631; † früh[72]
      3. Maria Katharina, * 1632;[Anm. 105] † 28. Februar 1635[73]

    2. Philipp Balthasar zu Clerf[Anm. 106] zu Schüttburg (aus der ersten Ehe seines Vaters[64]), * 1597; † 10. April 1639, bestattet in St. Martin in Worms, 1617: Student in Perugia, kurtrierischer Amtmann[43] ⚭ 16. November 1621[43] Magdalena, * 1604 oder 1605; † 26. Dezember 1647,[Anm. 107] Tochter von Samson von Warsberg und Regina von Rollingen
      1. Wolfgang Friedrich, * 1632;[Anm. 108] † 16. September 1635
      2. Philipp Christoph,[Anm. 109] * um 1622;[43] † 1629
      3. Georg Samson, * um 1624;[43] † 1629
      4. Philipp Friedrich;[Anm. 110] † 1629
      5. Philipp Franz Eberhard von Dalberg, 15. März 1635; † 24. Dezember 1693 in Mainz,[74] bestattet in der Dominikanerkirche in Mainz, 1671: Reichskammergerichtspräsident ⚭ 19. November 1662[54] Anna Katharina Franziska, * 4. Dezember 1644; † 30. Juli 1679 in Speyer, bestattet in der Jesuitenkirche in Speyer, Tochter von Johann XXV. von Dalberg und Anna Antonetta von der Leyen
        1. Johann Karl Franz Anton, getauft am 5. September 1663;[Anm. 111] † 3. Dezember 1663[75]
        2. Damian Eckenbert, * 11. Juni 1665;[Anm. 112] † 28. Dezember 1725, 1675–1695: Domherr in Worms, 1676 Domherr in Mainz und Würzburg, 1677: Domherr in Trier, 1695: Domkustos in Mainz
        3. Johann Franz Eckenbert, * um 1666; † bald[76]
        4. Johann Heribert, * 20. August 1668;[Anm. 113] † 29. Dezember 1712 in Würzburg,[76] 1683: Domherr in Würzburg
        5. Friedrich Eckenbert, * 1668[62] oder * 1672?[47] † 1672?[47]
        6. Franz Anton, * 16. Oktober 1669; † 27. Februar 1725[Anm. 114] in Königshofen, bestattet in Königshofen,[Anm. 115] Generalmajor und Kommandant der Festung Königshofen, zuvor 1680–1711: Domherr in Speyer
        7. Philipp Wilhelm, * 22. März 1671; † 22. Mai 1721[Anm. 116] in Bruchsal, 1695: Domherr in Worms und Mainz, Kanoniker im Stift St. Alban vor Mainz und Chorherr im Ritterstift St. Feratius in Bleidenstadt[76]
        8. Franz Eckenbert II., * 28. Februar 1674; † 14. Juli 1741, bestattet in der Dominikanerkirche in Mainz, 1683–1700(?) Domherr in Trier, 1699: Bischöflich Speyerer Oberamtmann in Kirrweiler und Deidesheim, kaiserlicher und kurtrierischer Geheimrat, Mitglied des Reichshofrats,[77] Ritterhauptmann des Ritterkantons Oberrhein[78] ⚭ 1.) vor 1701 Maria Franziska Juliana, Tochter von Johann von Dornheim und Maria Johanna von Rosenberg;[79] † 1706, ⚭ 2.) 12. Juni 1708 in Mainz Maria Luisa,[51] getauft am 5. August 1686 in St. Emmeran in Mainz; † 12. September 1760
          1. Nachkommen: Dalberg zu Wallhausen

        9. Damian Casimir, * 11. November 1675 in Speyer, Komtur des Deutschen Ordens, Generalwachtmeister des Deutschmeister-Regiments unter Eugen von Savoyen („Prinz Eugen“); † 18. August 1717 gefallen vor Belgrad, dort auch bestattet
        10. Maria Katharina Ernestina, * 1676;[47] † 1703, bestattet in der Dominikanerkirche in Mainz ⚭ 14. Juni 1700[47] oder 17. Juni 1700[62] Johann Friedrich Eckenbert von Dalberg, * 4. August 1660;[62] † 11. Februar 1719, bestattet im Würzburger Dom, 1680–1697 Domherr in Würzburg, 1680–1699 Domherr in Mainz, von beiden Ämtern zurückgetreten[Anm. 117]
        11. Adolf von Dalberg (eigentlich: Anton Adolf von Dalberg), * 29. Mai 1678 in Speyer; † 3. Oktober 1737[Anm. 118] auf Schloss Hammelburg, bestattet im Fuldaer Dom, 1726–1737 Fürstabt von Fulda
        12. Wolfgang Eberhard II. zu Herrnsheim und Abenheim, * 30. Mai 1679; † 12. Dezember 1737, bestattet in Herrnsheim, kaiserlicher Geheimrat, kaiserlicher und kurpfälzischer Hofrat, kurpfälzischer Kammerpräsident, 1722–1737 Oberamtmann in Oppenheim, Lauterecken und Veldenz ⚭ 8. Januar 1713 Anna Maria, Tochter von Johann Hermann Greiffenclau zu Vollrads, * 9. November 1695; † 8. Oktober 1768 in Herrnsheim, bestattet in Herrnsheim
          1. Nachkommen: Dalberg zu Herrnsheim

        13. Johann Eckenbert Heribert, * 1. August 1667; † bald[76][Anm. 119]
        14. Hugo Ferdinand, * 1670; † 1671[80]

      6. Maria Margareta, * 1636;[43] † 31. Dezember 1676 ⚭ 1655 Jakob Friedrich von und zu Eltz; † 1670[43]

    3. Anna Margarete (aus der ersten Ehe ihres Vaters[64]), * 1599, als Witwe trat sie in das adelige Damenstift von St. Maria im Kapitol, Köln, ein[Anm. 120] ⚭ 7. September 1616[62][Anm. 121] Hans Gernand Ulner von Dieburg, 1636[62] oder † 1637?[64]
    4. Anna Katharina (aus der ersten Ehe ihres Vaters[64]), * 1600 ⚭ 1.) 1617[62] Johann Dieter Echter von Mespelbrunn, ⚭ 2.) 1622[64] Georg Christoph von Haslang
    5. Ursula (aus der ersten Ehe ihres Vaters[64]), * 1602; † 1664 ⚭ 8. November 1619 Johann Schweikhard von Sickingen-Landstuhl; † 1662[81][Anm. 122]
    6. Maria Barbara (aus der ersten Ehe ihres Vaters[64]), * 1603 ⚭ 31. Oktober 1630 Philipp von Hoheneck, Vitztum in Aschaffenburg[62]
      1. Maria Ursula von Hoheneck; † 1668 ⚭ 1663 Johann XXV. von Dalberg[64]

    7. Anna Magdalena (aus der ersten Ehe ihres Vaters[64]), * Januar 1610; † 12. Februar 1612[82]
    8. Maria Eva (aus der zweiten Ehe ihres Vaters[64]), * 1612;[64] † 1676[64] oder † nach 1677[20] ⚭ 20. Oktober 1635,[62] 12. November 1635[52] oder 27. November 1635[63] Wolfgang Eberhard I. von Dalberg, * 1614; † 7. September 1676,[Anm. 123] Hofmarschall und Rat des Bischofs von Speyer, Oberamtmann in Kirrweiler und Deidesheim

  2. Anna, * nach 1565;[15] † 1619[62] ⚭ 26. Juni 1589[Anm. 124] Jost Philipp von Bicken, * 1567,[62] kurmainzischer Rat und Oberamtmann in Steinheim (⚭ 2.) Anna Elisabeth von Eltz)[62]
  3. Balthasar II., * 1569;[42] † 17. Dezember 1607,[Anm. 125] kurmainzischer Rat und Amtmann zu Miltenberg, Rieneck,[Anm. 126] Hofheim am Taunus und Höchst ⚭ 4. Oktober 1599[Anm. 127] Anna Margareta; † 20. Juni 1616, bestattet in St. Johann Baptist in Steinheim, Tochter von Hartmann XIV. von Cronberg und Margareta, geborene Brendel von Homburg, 2.) ⚭ Johann Karl Graf von Schönburg-Malatour-Saulcy;[83] † 1640 in Madrid.
    1. NN (Tochter)[Anm. 128] ⚭ Jodokus von Bicken, Amtmann des Amtes Steinheim[84]

##### Dalberg zu Wallhausen
1. Franz Eckenbert II. (auch: Franz Erkenbert[85]), * 28. Februar 1674; † 14. Juli 1741,[Anm. 129] bestattet in der Dominikanerkirche in Mainz, 1683–1700(?) Domherr in Trier, 1699: Bischöflich Speyerer Oberamtmann in Kirrweiler und Deidesheim, kaiserlicher und kurtrierischer Geheimrat, Mitglied des Reichshofrats,[86] 1709: Burgmann in Friedberg,[85] 1728:[85] Ritterhauptmann des Ritterkantons Oberrhein,[78] Vitztum und Hofrichter in Mainz[85] ⚭ 1.) vor 1701 Maria Franziska Juliana, Tochter von Johann von Dornheim und Maria Johanna von Rosenberg;[79] † 1706, ⚭ 2.) 12. Juni 1708 in Mainz Anna Louise,[85][Anm. 130] getauft am 5. August 1686[Anm. 131] in St. Emmeran in Mainz; † 12. September 1760[Anm. 132]
  1. Hugo Philipp Eckenbert von Dalberg-Wallhausen (aus der 1. Ehe seines Vaters), * 31. März 1702;[Anm. 133] † 29. Februar 1754 [!], würzburgischer und fuldischer Geheimer Rat, Oberamtmann von Hammelburg ⚭ 4. Oktober 1729 Maria Anna Josepha Sophia Zobel von Giebelstadt, * 20. August 1713; † 8. Juni 1774[Anm. 134][Anm. 135]
    1. Adolph Franz Wolfgang Eckenbert, * 14. November 1730[Anm. 136] in Hammelburg; † 28. August 1794 in Bamberg,[87] 1744: Domherr in Bamberg, 1751: Domherr in Minden, kurtrierischer und bischöflich Augsburger Rat, bischöflich Bamberger Geheimrat
    2. Maria Anna Josepha Franziska Sophia, * 18. September 1731 in Hammelburg; † 28. Januar 1798 in Mannheim, Kanonissin von St. Maria im Kapitol in Köln ⚭ 21. September 1759[Anm. 137] in Schwetzingen Karl Christian von Eberstein; † 23. Januar 1795 in Weinheim, kurpfälzischer Kammerherr[85]
    3. Karl Ludwig Valentin Anton Bonifacius Petrus Alcantara,[85] * 24. Dezember 1732 in Hammelburg; † 25. Mai 1736 in Hammelburg
    4. Lothar Gottfried Johann Heribert, * 6. November 1733 in Hammelburg; † 3. März 1734 in Hammelburg
    5. Maria Anna Magdalena Josepha Philippina, * 25. Januar 1735 in Hammelburg; † 8. Dezember 1762 in Fulda, zunächst Kanonissin im Stift Borghorst ⚭ 1759 Adolf Friedrich Karl von Bastheim
    6. Maria Anna Antoinette Theresa, * 18. August 1738 in Hammelburg; † 1789[85] ⚭ 25. September 1759[Anm. 138] Franz Adalbert von Radenhausen; † 30. September 1767, Oberamtmann in Lauterburg und Oberhofmarschall des Bischofs von Speyer[85]
    7. Gottlob Amand Leopold Augustin Benedikt, * 15. Oktober 1739; † 20. Dezember 1794[Anm. 139] Kloster Amorbach,[88] Geheimrat des Bischofs von Speyer, badischer Kammerherr und Oberst 1) ⚭[Anm. 140] 12. April 1763 Eleonore, Tochter des Regierungsrats Wagner aus Meiningen und der Anna Cordula Wermuth; 2) ⚭[Anm. 141] Erphina Juliana Zumstein aus Essingen, einer Magd; 3)[Anm. 142] ⚭ 17. Juli 1774 / 23. April 1775[Anm. 143] Sophie Freifrau von Reuß genannt Hallerkorn; 4) ⚭[Anm. 144] Philippina Caemmerer[Anm. 145]
      1. Friedrich Amand (aus der Verbindung mit Eleonore Wagner), * 14. April 1764; † Juli 1764 in Assans
      2. Franz Amand (aus der Verbindung mit Eleonore Wagner), * 16. März 1765 in Ligerz
      3. Heribert Ludwig (aus der Verbindung mit Eleonore Wagner), * 10. Februar 1766 in La Neuveville[Anm. 146]
      4. Franz Karl (aus der Verbindung mit Eleonore Wagner), * 1767, nach dem 8. Januar[Anm. 147] in Bern,[89] belegt 1774–1783;[Anm. 148] † nach 1783[85]
      5. NN (aus der Verbindung mit Erphina Zumstein), * Juli 1771[90]
      6. Franziska (aus der Verbindung mit Sophie von Reuß-Hallerkorn), * 25. November 1776
      7. Karoline (aus der Verbindung mit Sophie von Reuß-Hallerkorn), * 20. Januar 1779
      8. Emmerich Karl (aus der Verbindung mit Sophie von Reuß-Hallerkorn), * 10. März 1781; † 1. September 1842[Anm. 149] in Darmstadt, badischer Kammerherr[91]
      9. Philipp Karl (aus der Verbindung mit Sophie von Reuß-Hallerkorn), * 10. Mai 1782; † 2. September 1848, badischer Oberst (in preußischen, badischen und französischen Diensten) und Mitglied der französischen Ehrenlegion[92] und Kammerherr 1.) ⚭ 18. Februar 1806 in Amberg Johanna Margaretha Seffert, evangelisch;[93] 2.) ⚭ 16. März 1835[85] Maria Feodora, * 1. November 1815; † 28. Januar 1890, Tochter von Karl von Mülmann und Anna Sophie von Bismarck[94]
        1. Christine Auguste Adelheide (aus der Ehe mit Johanna Margaretha Seffert), * 7. Januar 1807 (evangelisch getauft) ⚭ Karl von Berg, großherzoglich badischer Gerichtsadvokat
        2. Auguste Frederike Louise (aus der Ehe mit Maria Feodora), * 15. Februar 1836; † 5. Mai 1905 in München ⚭ 1.) 27. Juni 1855 Wilhelm von Breidbach-Bürresheim, genannt von Riedt, herzoglich-nassauischer Kammerherr, Geheimrat und Gesandter am badischen Hof,[Anm. 150] * 13. Februar 1818 in Biebrich;[95] † 8. April 1866 in Karlsruhe, ⚭ 2.) 28. November 1874 in München mit Franz von Gmainer, bayerischer Kammerherr und Oberst;[95] † 20. April 1895[Anm. 151] in München

      10. Ernestine[96] (aus der Verbindung mit Philippina Caemmerer oder einer weiteren Frau)
      11. Adolph Ehrenberg (aus der Verbindung mit Philippina Caemmerer oder einer weiteren Frau[Anm. 152]), in französischen Militärdiensten[96]
      12. Therese,[97] * 1784 ⚭ Ludwig von Werneck

    8. Franz Karl Georg Adam Eckenbert, * 3. September 1745[63] oder * 3. November 1745[98] oder 18. Juli 1746[85] in Friesenhausen; † 5. April 1785 in Amorbach, bestattet in Amorbach, fuldischer Kammerherr und Hofrat ⚭ Christina Karoline von Guttenberg, * 1751 oder 1752; † 27. März 1777 in Wallhausen, bestattet in Wallhausen; außereheliche Verbindung mit „Fräulein“ von Glaes zu Durweiler, * 1750; † 27. März 1777[85]
      1. Ludwig Karl Heribert Valentin, * 18. Mai 1773 in Wallhausen; † 9. April 1774 in Wallhausen
      2. Karl Alexander Heribert, * 5. Februar 1775;[Anm. 153] † 5. Oktober 1838[Anm. 154] in Aschaffenburg ⚭ 1806 Johanna, * 27. Dezember 1783;[Anm. 155] † 1857 oder 1858, Tochter von Karl Theodor von Sturmfeder-Oppenweiler und Karoline von Greiffenclau zu Vollrads. Am 28. April 1816 wird er im Königreich Bayern als Freiherr immatrikuliert.[95]
      3. Henrica Maria Anna Sophia, * 3. März 1776 in Wallhausen; † 17. März 1776 in Worms

    9. Maria Sidonia Erdmunda Theresia, * 23. Oktober 1747 ⚭ 23. Oktober 1769 Franz Joseph von Köth-Wanscheid (dessen 4.) ⚭); † 6. August 1788[85]

  2. Lothar Friedrich Heribert (aus der 1. Ehe seines Vaters), * 12. Juli 1703; † 17. April 1729,[99][Anm. 156] bestattet in Würzburg, 1711: Domherr in Speyer, 1712: Domherr in Trier, 1713: Domherr in Würzburg, 1713: Domherr in Worms
  3. Magdalena Lukretia[Anm. 157] (aus der 2. Ehe seines Vaters), * um 1712;[100] † 6. April 1733 ⚭ 23. Juli 1730 Franz Alexander Kasimir Frey von Dern; † 21. Oktober 1737
  4. Karl Heinrich Adalbert Philipp Franz Eckenbert[Anm. 158] (aus der 2. Ehe seines Vaters), * 8. August 1714[85] in Mainz; † 12. August 1714 (?)
  5. Friedrich Anton Christoph zu Hessloch, Mommenheim und Gabsheim (aus der 2. Ehe seines Vaters), * 29. April 1709; † 15. Juli 1775, 1721–1726[101] Domherr in Mainz und Domherr Speyer (resigniert 1726), 1731: Burgmann in Friedberg, kurpfälzischer Oberamtmann in Veldenz,[102] kurmainzischer Geheimer Rat und Vizepräsident, 1741: Hauptmann des Ritterkantons Oberrhein ⚭ 17. November 1738[Anm. 159] Sophie Elisabeth Xaveria,[101] Tochter von Franz Philipp Kaspar Wambolt von Umstadt und Charlotte von Kesselstatt, * 14. Juli 1722;[101] † 19. November 1796[Anm. 160] in Hanau
    1. Maria Anna Luise Sophie Walburgis,[Anm. 161] * 8. August 1739 in Mainz; † 20. März 1805 ⚭ 29. Januar 1759[Anm. 162] in Mainz Graf Johann Friedrich Karl Maximilian von Ostein, * 12. April 1735 in Sankt Petersburg;[103] † 25. April 1809 in Aschaffenburg, kurmainzischer Kämmerer, kaiserlicher Rat und Oberamtmann im Freigericht Alzenau
    2. Philipp Franz Georg, * 28. Mai 1742; † 26. Dezember 1742
    3. Konrad, * 1743; † als Baby[104][Anm. 163]
    4. Friedrich Franz Karl Eckbrecht Benedikt, * 21. März 1751;[Anm. 164] † 8. März 1811, 1770: Burgmann in Friedberg, 1775[Anm. 165] Statthalter des Bischofs für das Hochstift Worms, 1788 bis 1797/1801 Ritterhauptmann des Ritterkantons Oberrhein,[78] 1794 stellvertretender Hauptmann von Miltenberg[105] ⚭ 12. August 1776 Maria Anna, * 30. Mai 1756; † 29. September 1829, Tochter von Adolf Wilhelm von Greiffenclau zu Vollrads und Johanna von Dehrn[101]
      1. Maria Sophia Anna Jeanne Henriette, * 16. Januar 1785;[Anm. 166] † 31. Januar 1856[101] ⚭ 2. März 1815 Ferdinand Franz Georg von Sturmfeder-Oppenweiler, * 14. März 1788;[106] † 2. Januar 1850, Oberhofmeister der Großherzogin Stephanie von Baden
      2. Friedrich Karl Anton Heribert Lubentius,[107] * 8. Oktober 1787; † 22. November 1817, 8. August 1810: Graf Dalberg von Ostein,[Anm. 167] 1797–1802[Anm. 168] war er Domherr in Speyer. Er gehörte im Königreich Bayern zur Freiherrenklasse, in Mähren zum Herrenstand, wo er seit 1810 die Herrschaft Datschitz innehatte.
      3. Maria Ludovika Karolina, * 23. November 1790; † 25. Juni 1863 in Würzburg ⚭ 29. September 1818[106][Anm. 169] Franz Paul Graf zu Spaur und Flavon, * 11. Januar 1790;[101] † 6. Juli 1824, Offizier der Ehrenlegion
      4. Karl Anton Maximilian Eckenbert, * 3. Mai 1792; † 20. März 1859 in Wien, begraben in der Krypta der Pfarrkirche von Datschitz,[108] 1799: Domherr in Mainz, 1802 Domherr in Speyer, später weltlich. 1817 beerbt er seinen älteren Bruder und nennt sich Herr zu Datschitz, Sugdoll und Maleschau ⚭ 26. Juli 1817[109] Maria Karoline Charlotte, * 28. Januar 1791; † 22. Oktober 1866 in Schloss Datschitz, begraben in der Krypta der dortigen Pfarrkirche,[110] Tochter von Karl Theodor von Sturmfeder-Oppenweiler-Stkrod und Karoline von Greiffenclau zu Vollrads
        1. Friedrich Ferdinand Franz Eckbrecht,[Anm. 170] * 9. Dezember 1822 in Wien; † 19. September 1908 in Schloss Datschitz, Freiherr zu Wallhausen, Friesenhausen, Rodenbach und Erlasee/Unterfranken, 1859: Herr zu Datschitz, Maleschau und Sugdoll/Böhmen, erbliches Mitglied des Herrenhauses des Österreichischen Reichsrates ⚭ 13. Juni 1846[Anm. 171] Kunigunde von Vittinghoff-Schell zu Schellenberg-Stkrod, * 1. März 1827;[Anm. 172] † 29. Mai 1892 in Wien
          1. Ludwiga Frederike Karoline Maria, * 30. April 1847; † 31. Dezember 1918 ⚭ 23. Januar 1873 in Wien Heinrich Horneck von Weinheim, * 26. Februar 1843 in Bamberg; † 27. Mai 1896 in Bayreuth, Offizier, Gutsbesitzer und Reichstagsabgeordneter
          2. Karl Heribert zu Friesenhausen-Maleschau, * 15. April 1849 in Rötschitz (heute: Řečice);[111] † 8. September 1920 ⚭ 15. November 1873 Gabriele, * 15. November 1854; † 6. Februar 1936,[Anm. 173] Tochter des Grafen Ferdinand und der Gräfin Rosa von Spiegel-Diesenberg-Hanxleden
            1. Maria Josephine, * 15. März 1884 in Wien; † 27. April 1897[112][Anm. 174] in Meran
            2. Maria Gabriele, * 8. Mai 1889 in Schloss Datschitz; † 18. Juli 1900 in Schloss Datschitz
            3. Maria Anna, * 11. März 1891 in Schloss Datschitz; † 22. Februar 1979 in Haus Loburg bei Coesfeld ⚭ 16. November 1912 in Prag Franz Emanuel Konstantin Prinz zu Salm und Salm-Salm, * 30. August 1876;[101] † 10. Januar 1964[Anm. 175]

          3. Karoline Ludovika, * 9. Mai 1851; † 15. Dezember 1929[Anm. 176] ⚭ 29. September 1879 Eberhard Graf von Degenfeld-Schonburg, * 22. April 1844;[101] † 21. Mai 1899
          4. Marie, * 20. September 1856; † 22. Juli 1925 ⚭ 2. Juli 1877 Kurt Graf von Spiegel-Diesenberg-Hanxleden, * 26. September 1852;[101] † 1. Januar 1916. Die Ehe wurde 1910 geschieden.
          5. Helene, * 3. Dezember 1857; † 16. März 1924, Stiftsdame in Brünn
          6. Sophie, * 30. Mai 1861; † 24. Oktober 1937
          7. Friedrich X.,[Anm. 177] Herr zu Datschitz, * 29. Januar 1863; † 9. März 1914 ⚭ 26. April 1904 Karoline, * 9. Januar 1874; † 13. November 1935, Tochter von Joseph Anton von Raab und Maria Ludovika von Bernhausen[112]
            1. Joseph Maria Friedrich,[113] * 29. April 1906 in Datschitz; † 16. Oktober 1929 in Wien
            2. Johannes Evangelist, * 21. Juni 1909 in Schloss Datschitz; † 21. April 1940 in Datschitz. Er war letzter männlicher Stammhalter der Familie von Dalberg.

          8. Therese, * 16. Juni 1866; † 23. Mai 1893 in Wien

  6. Maria Anna Henriette Gabriele Konstantine Eberhardine[85][Anm. 178] (aus der 2. Ehe ihres Vaters), * 21. September 1715; † 1793[114][115] ⚭ 1735 Johann Heinrich von Zievel, Oberamtmann von Luxemburg
  7. Franz Karl Anton Eberhard (aus der 2. Ehe seines Vaters), * 27. August 1717; † 12. März 1781,[Anm. 179] bestattet in der Dominikanerkirche in Mainz, 1725: Domherr in Worms und später dort auch Domkustos,[85] 1726:[Anm. 180] Domherr in Mainz, 1731:[Anm. 181] Domherr in Trier, 1743: Domherr in Mainz,[85] 1753 Archidiakon von St. Agatha in Longuyon, 1760: Archidiakon von St. Castor in Karden, 1765: Domherr in Speyer, 1777:[Anm. 182] Dompropst in Trier und Domkustos in Mainz, kurmainzischer Geheimer Rat[85]

##### Dalberg zu Herrnsheim
1. Wolfgang Eberhard II. zu Herrnsheim und Abenheim, * 30. Mai 1679[63] oder 30. Juli 1679;[116] † 12. Dezember 1737, bestattet in Herrnsheim, kaiserlicher Geheimrat, kaiserlicher und kurpfälzischer Hofrat, kurpfälzischer Hofkammerpräsident, ab 1710[116] Oberamtmann in Lauterecken und Veldenz, 1722–1737 Oberamtmann in Oppenheim ⚭ 1713[116] Anna Maria, 9. November 1695; † 8. Oktober 1768 in Herrnsheim, bestattet in Herrnsheim, Tochter von Johann Hermann Greiffenclau zu Vollrads und Anna Liobas von Sickingen.[116]
  1. Johann Philipp, * 1714;[Anm. 183] † 1723 in Herrnsheim, beigesetzt in oder bei St. Peter in Herrnsheim.[117]
  2. Franz Heinrich, * 8. Februar 1716[Anm. 184] in Heidelberg; † 9. Dezember 1776 auf der Burg Friedberg,[118] bestattet am 13. Dezember 1776 in Herrnsheim, 1739[116] Burgmann, 1755 Burggraf der Burg Friedberg, kurmainzischer und kurtrierischer Geheimer Rat, Statthalter in Worms und 1743–1746 kurmainzischer Oberamtmann in Oppenheim ⚭ 19. März 1743 im Eltzer Hof in Mainz[118] Maria Sophie Anna, * 5. Oktober 1722; † 30. November 1763, bestattet in Herrnsheim, Tochter von Karl Anton Ernst von Eltz-Kempenich, genannt Faust von Stromberg und Katharina Wambolt von Umstadt[116]
    1. Karl Anton Theodor Maria, 8. Februar 1744 in Mannheim; † 10. Februar 1817 in Regensburg, bestattet in Regensburg er wird unter anderem Erzbischof von Mainz, Großherzog von Frankfurt und Fürstprimas des Rheinbundes
    2. Maria Anna Helena (Marianne), * 21. März 1745 in Mainz; † 10. Juli 1804 in Frankfurt am Main, bestattet zunächst in St. Cäcilia in Heusenstamm, 1981 überführt in die Schlosskirche in Blieskastel. Sie war zunächst Kanonissin in der Abtei Münsterbilsen, dann ⚭ 16. September 1765 Franz Karl von der Leyen-Hohengeroldseck, * 26. August 1736; † 26. September 1775. Nach seinem Tod war sie Regentin in Blieskastel.
    3. Louisa Maria Ferdinanda Philippina, * 30. Mai 1746; † 3. Oktober 1746 in Mainz
    4. Sophie Charlotte Henrica Antonetta Eva Walburgis, * 6. Juni 1747; † 20. April 1748[Anm. 185] in Mainz
    5. Klara Elisabeth Anna Lioba Philippina,[116][Anm. 186] * 22. Juni 1748;[Anm. 187] † 9. Dezember 1750
    6. Wolfgang Heribert, * 18. November 1750 in Herrnsheim; † 27. September 1806[Anm. 188] in Mannheim, badischer Großhofmeister und Staatsminister, 1778: auch Intendant des Nationaltheaters in Mannheim ⚭ 12. Januar 1771,[119] 12. August 1771[105] oder 15. August 1771[120] Elisabeth Augusta, * 17. Juni 1751; † 28. September 1816,[116] Tochter von Johann Philipp[Anm. 189] Ulner von Dieburg und Maria Luise von Loë zu Wissen. Sie war eine Enkelin des Hofbeamten und Diplomaten Franz Pleickard Ulner von Dieburg.[121]
      1. Maria Anna Charlotte Antonetta Walpurgis,[122] * 30. Mai 1773[Anm. 190] in Mainz; † 28. Mai 1778 in Herrnsheim
      2. Emmerich Joseph Franz Heinrich Felix Dismas, Herzog von Dalberg, * 30. Mai 1773[Anm. 191] in Mainz; † 27. April 1833 Schloss Herrnsheim, französischer Staatsminister und Pair von Frankreich.[123] ⚭ 27. Februar 1807[Anm. 192] in Paris Marie Pelline Thérèse Cathérine, * 1787; † 17. Dezember 1847,[Anm. 193] Tochter von Antonio Giulio Marqis de Brignole-Sale und seiner Frau, Anna, geborene Pieri
        1. Marie Louise Pelline, * 6. Januar 1813[Anm. 194] in Paris; † 14. März 1860 in Brighton ⚭ 1.) 9. Juli 1832 in Paris Ferdinand Richard Edward, 7. Baronet Acton,[Anm. 195] * 24. Juli 1801;[116] † 31. Januar 1837 in Paris, ⚭ 2.) 25. Juli 1840 in London Granville George Leveson-Gower, 2. Earl Granville, * 11. Mai 1815 in London; † 31. März 1891 in London
          1. John Emerich Edward Dalberg-Acton, 1. Baron Acton (aus 1. Ehe), * 10. Januar 1834 in Neapel; † 19. Juni 1902 in Tegernsee, Historiker[Anm. 196]

      3. Elisabeth Augusta Sophie, * 28. August 1774 in Mainz; † 27. November 1776 in Mannheim
      4. Franziska Alexandrina Maria, * 6. Juni 1777; † 28. März 1863 ⚭ 13. Januar 1806 Franz Xaver Freiherr von Lerchenfeld, * 2. Juni 1758; † 3. Juni 1832,[124] bayerischer Staatsminister
      5. Maria Anna Alexandrina, * 28. September 1778 in Mannheim; † 7. Mai 1812,[Anm. 197][Anm. 198] ⚭ 21. April 1801[125] Friedrich Anton von Venningen; † 7. Mai 1832

    7. Philippina Maria Anna Fredericia Karolina, * 11. Juli 1754; † 26. September 1754
    8. Maria Anna Fredericia Walburgis;[Anm. 199] für sie finden sich zwei völlig unterschiedliche Lebensspannen in der Literatur: * 11. August 1755; † 16. Februar 1757[126] oder * 11. August 1761; † 16. Februar 1762.[127]
    9. Antonetta Franziska Maria, * 11. Juni 1757[116] oder * 11. Juli 1757;[Anm. 200] † 29. September 1818,[116] 1781: Kanonissin in St. Maria im Kapitol in Köln
    10. Johann Friedrich Hugo, * 17. Mai 1760 in Mainz; † 26. Juli 1803[127] oder 26. Juli 1812[116] in Aschaffenburg, Domherr in Trier, Speyer und Worms, Musikschriftsteller und Komponist
    11. Franz Karl Friedrich Eckenbert, getauft am 21. März 1751 in Mainz; † 1781, Domherr in Mainz
    12. Maria Johanna Franziska Hyazintha Walburgis, getauft am 17. August 1761[Anm. 201] in Mainz; † 8. Januar 1762 in Mainz

  3. Karl Joseph Philipp Damian Ferdinand,[Anm. 202] * 10. Oktober 1717 in Heidelberg; † 17. Dezember 1778,[Anm. 203] 1729: Domherr in Trier, 1730–1753 Domherr in Würzburg, 1730: Domherr in Mainz und Worms, 1757: kurmainzischer Geheimer Rat und Hofgerichtspräsident in Worms, ab 1766 auch in Mainz,[116] 1761: Domdechant und Generalvikar in Worms, 1766–1772 Domkantor in Mainz, 1768: Dompropst in Worms, 1772: Domdechant in Mainz und Trier[Anm. 204]
  4. Augusta Maria Anna Philippina, getauft am 20. Oktober 1718 in der Heiliggeistkirche in Heidelberg; † 19. Oktober 1719, bestattet in Herrnsheim
  5. Maria Theresia,[Anm. 205] * 15. August 1721; † 1740 in Kunstadt, bestattet in Weinheim ⚭ November 1739 Johann Wilhelm Ulner von Dieburg, * 1715; † 18. November 1771[116] kurpfälzischer Kammerherr
  6. Wolfgang Wilhelm, * 1723; † 1726[116]

### Kämmerer von Worms, genannt von Herrnsheim (1)
1. Georg (Jörg),[Anm. 206] * 1509 oder 1510; † 2. Juni 1561[35] in Herrnsheim ⚭ 1.) 1531 Anna, Tochter von Bechtold von Flörsheim und Elise von Helmstatt, * 1511; † 27. Oktober 1553, bestattet in Herrnsheim, ⚭ 2.) 7. Februar 1558[36] Elisabeth;[Anm. 207] † 18. Mai 1594, bestattet in Herrnsheim, Tochter von Ulrich Ulner von Dieburg und Margareta Kämmerer von Worms genannt von Dalberg
  1. Wolfgang IX., * 1536; † 17. September 1616, bestattet in St. Peter in Herrnsheim ⚭ 1.) 14. Juni 1563 Anna, Tochter von Philipp Mühl (Müllin) von Ulmen und Margarete Berkel von Siesberg, * 1533 (vor dem 26. Mai); † 26. Mai 1606,[Anm. 208] bestattet in St. Peter in Herrnsheim, ⚭ 2.) 1608 Magdalene,[Anm. 209] Tochter von Adrian von Spiering und Katharina von Schmelling; † 1623
    1. Tochter (aus erster Ehe[22]), * 1564;[22] † 1565
    2. Georg Philipp (aus erster Ehe[22]), * 1565 oder 1566; † 2. Juli 1590 ⚭ 1589[38] Maria,[Anm. 210] * 1571; † 4. Dezember 1619, bestattet in Meisenheim, Tochter von Philipp V. von Dalberg zu Neuweiher und Anna, Tochter von Damian von Handschuhsheim und Ursula von Fleckenstein
    3. Tochter (aus erster Ehe[22]), * und † vor 1568[Anm. 211]
    4. Anna Margarete (aus erster Ehe[22]), * 21. Juni 1568; † 13. April 1629, bestattet in St. Gallus in Ladenburg ⚭ 1587 Hans Georg II. von Cronberg, kurmainzischer Oberamtmann zu Höchst und Hofheim,[38] * 1562;[38] † Juli 1608, bestattet in St. Gallus in Ladenburg

  2. Ursula, * um 1535,[128] genannt 1599; † 1599?[128] ⚭ 1553[128] Franz Friedrich von Liebenstein; † 1599[128]
  3. Anna Agnes, * nach 1536;[128] † 21. März 1609, bestattet in Speyer ⚭ 1560[129] Ludwig Burkhard Sturmfeder von Oppenweiler; † 6. August 1573
  4. Odilia (Ottilie), * nach 1537;[128] † nach 1561 ⚭ 1557 Philipp von Angelach
  5. Elisabeth, * nach 1538;[128] † 23. August 1609, bestattet in Speyer ⚭ 9. Februar 1557 Wilhelm Brenner von Löwenstein, Amtmann von Deidesheim; † 13. November 1579 in Deidesheim,[128] bestattet in Deidesheim[130]

### Kämmerer von Worms, genannt von Herrnsheim (2)
1. Wolfgang VII., genannt zu Herrnsheim, genannt Schick,[11] * 1484/1485; † 18. Februar 1527, bestattet in der Katharinenkirche in Oppenheim ⚭ vor dem 21. Februar 1516 Lorichia (Lorche); † 1563,[11] Tochter von Johann von Cronberg und Klara von Helmstadt
  1. Wolfgang VIII., * 1522; † 2. Mai 1576 in Worms[128] oder 29. Mai 1576,[11] bestattet in St. Peter in Herrnsheim, Amtmann in Dieburg, Landhofmeister in Udenheim, 1553: Vogt von Bruchrhein,[Anm. 212] 1561: Rat des Bischofs von Speyer ⚭ 1.) 1546[128] Margareta, * 1529; † 25. März 1547[Anm. 213] und bestattet in St. Peter in Herrnsheim,[Anm. 214] Tochter des Bernhard von Rechberg (auch: Hohenrechberg[11]), ⚭ 2.) 23. Oktober 1564 Barbara, Tochter von Bernhard von Angelach und Magdalena von Sternenfels,[Anm. 215] ⚭ 3.) 19. Juli 1565[128] Elisabeth;[Anm. 216] † 18. Mai 1594, bestattet in St. Peter in Herrnsheim, Tochter von Ulrich Ulner von Dieburg und Margareta Kämmerer von Worms
    1. Margareta;[Anm. 217] † 12. November 1578, bestattet in St. Peter in Herrnsheim ⚭ (Hans) Martin von Stotzingen

  2. Magdalena, * um 1517;[13] † 15. Dezember 1556, bestattet in Herrnsheim ⚭ um 1535 Heinrich von Zeiskam; † 7. Dezember 1562, bestattet in Herrnsheim. Heinrich von Zeiskam war Hofmeister des Bischofs von Speyer und Assessor am dortigen Reichskammergericht. Die gemeinsame Grabplatte des Ehepaares befindet sich in der Pfarrkirche St. Peter in Herrnsheim.[13]
  3. Anna Katharina, * um 1518; † 15. Dezember 1556,[11] bestattet in Herrnsheim ⚭ 1535[Anm. 218] Wilhelm von Breidbach-Bürresheim; † 8. Juli 1555.[Anm. 219] Wilhelm von Breidbach-Bürresheim war kurkölnischer Geheimrat und Amtmann in Bonn und Linz am Rhein.[13]